# الخضراء (أرحب)

تعديل مصدري - تعديل

الخضراء هي إحدى قرى عزلة عيال عبد الله بمديرية أرحب التابعة لمحافظة صنعاء، بلغ تعداد سكانها 315 نسمة حسب تعداد اليمن لعام 2004.